# Evangelisch-lutherische Kirchen

Die Lutherrose: ein Symbol der evangelisch-lutherischen Kirchen

Die lutherischen Kirchen (oft auch evangelisch-lutherische Kirchen) sind die Kirchen, die sich dem Luthertum, einem Zweig innerhalb des Protestantismus, zurechnen. Sie gründen sich nach eigenem Verständnis auf die Bibel, in Teilen auf die Dogmenbildung der Alten Kirche und auf die Bekenntnisschriften der evangelisch-lutherischen Kirche, die im Zuge der Wittenberger Reformation von Martin Luther und anderen lutherischen Theologen, wie beispielsweise Philipp Melanchthon, verfasst wurden. Der lutherischen Konfessionsfamilie gehören etwa 83 Millionen Christen an.
Die lutherischen Kirchen gehören ebenso wie die evangelisch-reformierten Kirchen zu den evangelischen Kirchen. Die meisten lutherischen Kirchen sind heute im Lutherischen Weltbund zusammengeschlossen.

## Bezeichnung

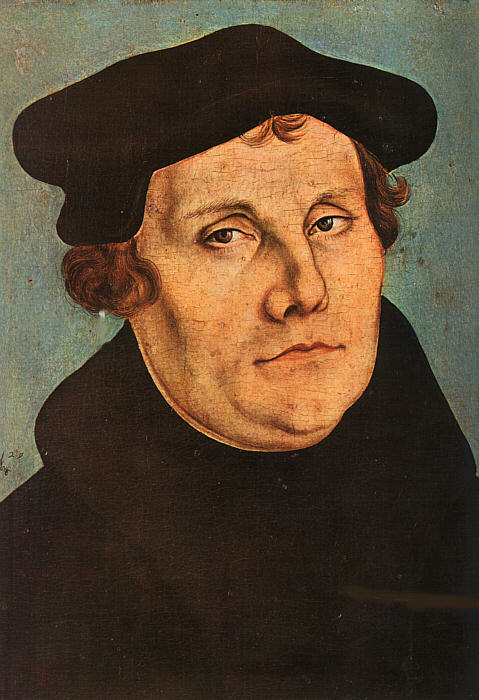
Martin Luther

Die Bezeichnung Lutheraner war ursprünglich eine polemische Bezeichnung von römisch-katholischer Seite zur Identifizierung der Protestanten als Ketzer. Johannes Eck verwendete sie in seiner 1520 erschienenen Schrift Adversus Lutheranos, et alios hostes Ecclesiae („Gegen die Lutheraner und andere Feinde der Kirche“).
Erst später wurde der Begriff zur Selbstbezeichnung, um eine Abgrenzung sowohl zu den Römisch-Katholischen als auch zu den Evangelisch-Reformierten zu demonstrieren.
Ursprünglich war es das Hauptanliegen Luthers, die römische Kirche zu reformieren. Erst mit der Confessio Augustana (Augsburger Bekenntnis) von 1530 wurde deutlich, dass ein Ausgleich mit den Altgläubigen nicht möglich war.
Etliche der lutherischen Kirchen nennen sich Evangelische Kirche A. B. mit Bezug auf das Augsburger Bekenntnis.

## Theologie

### Bibel und Bekenntnisschriften
Die Bibel nimmt in der lutherischen Theologie den Rang „norma normans“ (normierende Norm) ein, während die lutherischen Bekenntnisschriften „norma normata“ (genormte Norm = von der Bibel genormte Norm) sind. Nach der Konkordienformel (FC) „Von dem summarischen Begriff“ ist „Gottes Wort die einzige Richtschnur und Regel aller Lehre …, welchem keins Menschen Schriften gleich geachtet, sondern demselbigen alles unterworfen werden soll“. Die Bekenntnisschriften haben dennoch eine sehr hohe Dignität, „weil (quia) sie aus Gottes Wort genommen und darinnen fest und wohl gegründet“ (FC: Von dem summarischen Begriff) sind. Nach Ansicht freikirchlicher Lutheraner findet sich diese quia-Bindung als Verhältnisbestimmung zwischen Schrift und Bekenntnis in Deutschland nur bei den altkonfessionell-lutherischen Kirchen, wie der Selbständigen Evangelisch-Lutherischen Kirche. Die lutherischen Landeskirchen bestimmen das Verhältnis zwischen Schrift und Bekenntnis nicht als quia (weil), sondern als „quatenus“ (insofern): Insofern die Bekenntnisschriften in der Bibel gegründet sind, sind sie verbindlich. Hieraus ergeben sich unterschiedliche Positionen in Lehre und Leben der Kirchen.
Die Bekenntnisschriften (BSLK) sind:
- Die altkirchlichen Glaubensbekenntnisse

1. Das Apostolikum
2. Das Bekenntnis von Nicäa / Konstantinopel (325 / 381 n. Chr.)
3. Das Athanasianum

- das Augsburger Bekenntnis (CA – Confessio Augustana)
- Die Verteidigungsschrift des Augsburger Bekenntnisses (Apologie der Confessio Augustana)
- Der Kleine Katechismus Martin Luthers
- Der Große Katechismus Martin Luthers
- Die Schmalkaldischen Artikel Martin Luthers
- die Konkordienformel (FC – Formula Concordiae)

Nicht alle lutherischen Kirchen erkennen all diese Schriften als Bekenntnisschriften an. Insbesondere die Konkordienformel gehört nicht in allen Kirchen zum Bekenntnisstand. Daher wird zwischen konkordien-lutherischen und nicht konkordien-lutherischen Kirchen unterschieden.

### „Sola gratia, sola fide, sola scriptura, solus Christus“
In vier lateinischen Formeln lassen sich die Grundgedanken der lutherischen Theologie zusammenfassen:
1. „sola gratia“: Errettung verdankt sich allein der Gnade bzw. Güte Gottes. Kein menschliches Handeln oder Streben oder noch so gute Werke können als ein Verdienst gegenüber Gott geltend gemacht werden. Das Heil bleibt in allen Phasen des Christseins immer ein Geschenk.
2. „sola fide“: allein der Glaube als Vertrauen nicht auf sich selbst, sondern auf Jesus Christus lässt einen Menschen vor Gott als gerecht gelten.
3. „sola scriptura“: die Bibel ist die einzige Grundlage für das theologische Urteilen oder Verurteilen. Sie wendet sich nicht gegen zeitgemäßes Reden, nicht gegen den kritischen Gebrauch der Vernunft, auch nicht gegen neue, aktuelle Bekenntnisse oder kirchliche Traditionen; sie soll diese auch nicht ersetzen (kein Biblizismus). Aber sie ist der Maßstab und die Norm. An ihr ist alle Predigt und kirchliche Lehre zu messen.
4. „solus Christus“: allein der Person Jesu Christi, seinem Wirken und seiner Lehre gilt das Vertrauen für die Errettung.

Lutheraner lehnen die Marienverehrung, wie sie die römisch-katholische Kirche praktiziert, und die Auffassung, die hierarchische Verfassung der Kirche, einschließlich ihrer Leitung durch den Papst, sei als iure divino (nach göttlichem Recht d. h. unveränderbar) gegeben, ab. In einigen lutherischen Kirchen ist das historische Bischofsamt in apostolischer Sukzession erhalten geblieben, in vielen ist das Bischofsamt im Lauf der letzten Jahrhunderte wieder eingeführt worden. Die heutigen Lutheraner grenzen sich gegen Luthers Antijudaismus ab und bekennen vielfach eine Mitschuld an dessen Wirkungsgeschichte.

## Liturgie und Gottesdienst

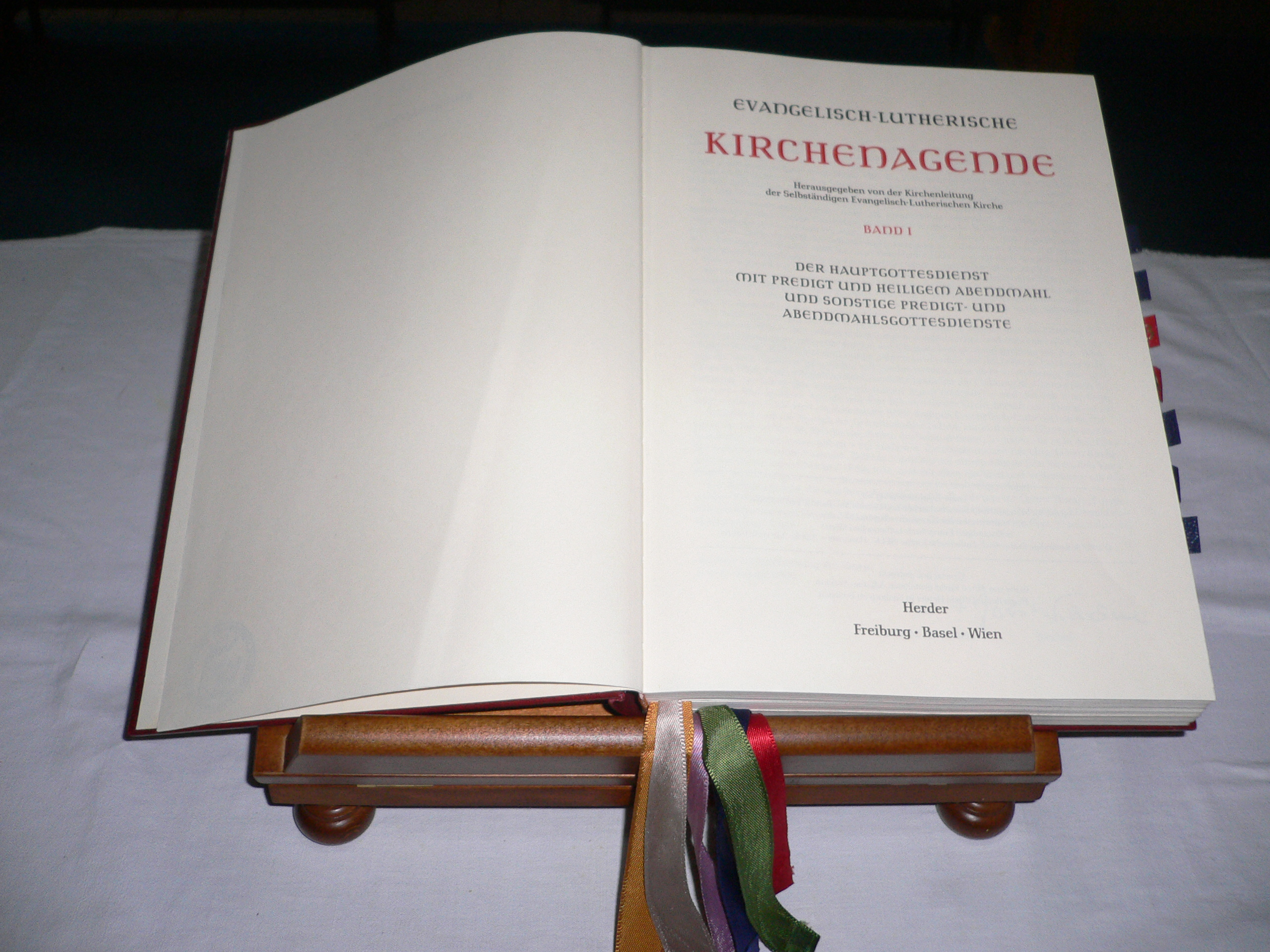
Evangelisch-Lutherische Kirchenagende (SELK)

Im evangelisch-lutherischen Gottesdienst sind Predigt und Abendmahlsfeier von zentraler Bedeutung. Neben der Predigt und der Feier des Heiligen Abendmahls gehören die Heilige Taufe und die Heilige Beichte zu den Gnadenmitteln dieser Konfession. Innerhalb der lutherischen Kirchen ist es jedoch umstritten, ob die Beichte als Sakrament gewertet werden kann, wie in der römisch-katholischen Kirche und den orthodoxen Kirchen.
Lutherische Kirchen spenden in der Regel die Kindertaufe, lehnen aber auch Taufen kurz vor der Konfirmation oder im Erwachsenenalter ausdrücklich nicht ab. Abendmahlsgottesdienste werden in vielen Kirchen regelmäßig in der Form der Deutschen Messe gefeiert, die auf die Liturgiereform durch Martin Luther aus dem Jahr 1526 zurückgeht. Die Gegenwart Christi im Heiligen Abendmahl wird als Realpräsenz verstanden: Christi Leib und Blut werden unter Brot und Wein ausgeteilt und empfangen. Auch Kinder dürfen – zumindest innerhalb der VELKD und auch in der Evangelischen Kirche A.B. in Österreich – am Abendmahl teilnehmen (Kinderabendmahl). In der Selbständigen Evangelisch-Lutherischen Kirche (SELK) dürfen Kinder bzw. Jugendliche dann am Heiligen Abendmahl teilnehmen, wenn sie vorher im lutherischen Abendmahlsverständnis unterwiesen wurden. Hier spricht die SELK von Frühkommunion. Konfirmation und Teilnahme am Heiligen Abendmahl (Frühkommunion) werden getrennt.

## Organisation

### Hauptrichtungen

Mitglieder des Lutherischen Weltbundes (2019)
mehr als 10 Millionen
mehr als 5 Millionen
mehr als 1 Million
mehr als 500.000
mehr als 100.000
mehr als 25.000
^{a}die Daten für China beziehen sich explizit auf die Sonderverwaltungsregion Hongkong
^{b}zu den LWB-Mitgliedskirchen in Argentinien gehören auch Mitgliedsgemeinden aus Paraguay und Uruguay.

Die lutherischen Kirchen haben heute drei Hauptrichtungen, die sich in drei weltweiten Organisationen ausdrücken:
- Lutherischer Weltbund, gegründet 1947 mit 148 Mitgliedskirchen (darunter auch einige unierte Kirchen) und ca. 77 Millionen Gemeindegliedern,[5] zu dem u. a. die deutschen evangelisch-lutherischen Landeskirchen und die Evangelisch-Lutherische Kirche in Amerika gehören
- Internationaler Lutherischer Rat mit 54 Mitgliedskirchen und ca. 7,15 Millionen Gemeindegliedern (Stand: Herbst 2018), zu dem u. a. die Selbständige Evangelisch-Lutherische Kirche und die Missouri-Synode gehören
- Konfessionelle Evangelisch-Lutherische Konferenz mit 24 Mitgliedskirchen und ca. 500.000 Gemeindegliedern, zu der u. a. die Evangelisch-Lutherische Freikirche und die Evangelisch-Lutherische Wisconsin-Synode gehören

### Lutherische Kirchen altkonfessioneller Prägung
Eine Sonderform der lutherischen Kirchen bilden in Deutschland und in den Ländern, in denen eine Staatskirche existiert, die lutherischen Kirchen altkonfessioneller Prägung (Bekenntniskirchen).
Die meisten lutherischen Kirchen altkonfessioneller Prägung werden vielfach als konservativer angesehen. „Konservativ“ bedeutet hier vor allem, dass sie sehr stark an die lutherischen Bekenntnisse gebunden sind, die im Konkordienbuch von 1580 zusammengefasst sind. Durch diese Bindung lehnen sie jegliche Form des Unionismus (Kirchengemeinschaft verschiedener Konfessionen) und damit auch die Leuenberger Konkordie ab.
Weltweit sind die meisten dieser Kirchen im Internationalen Lutherischen Rat zusammengeschlossen.

### Leitung

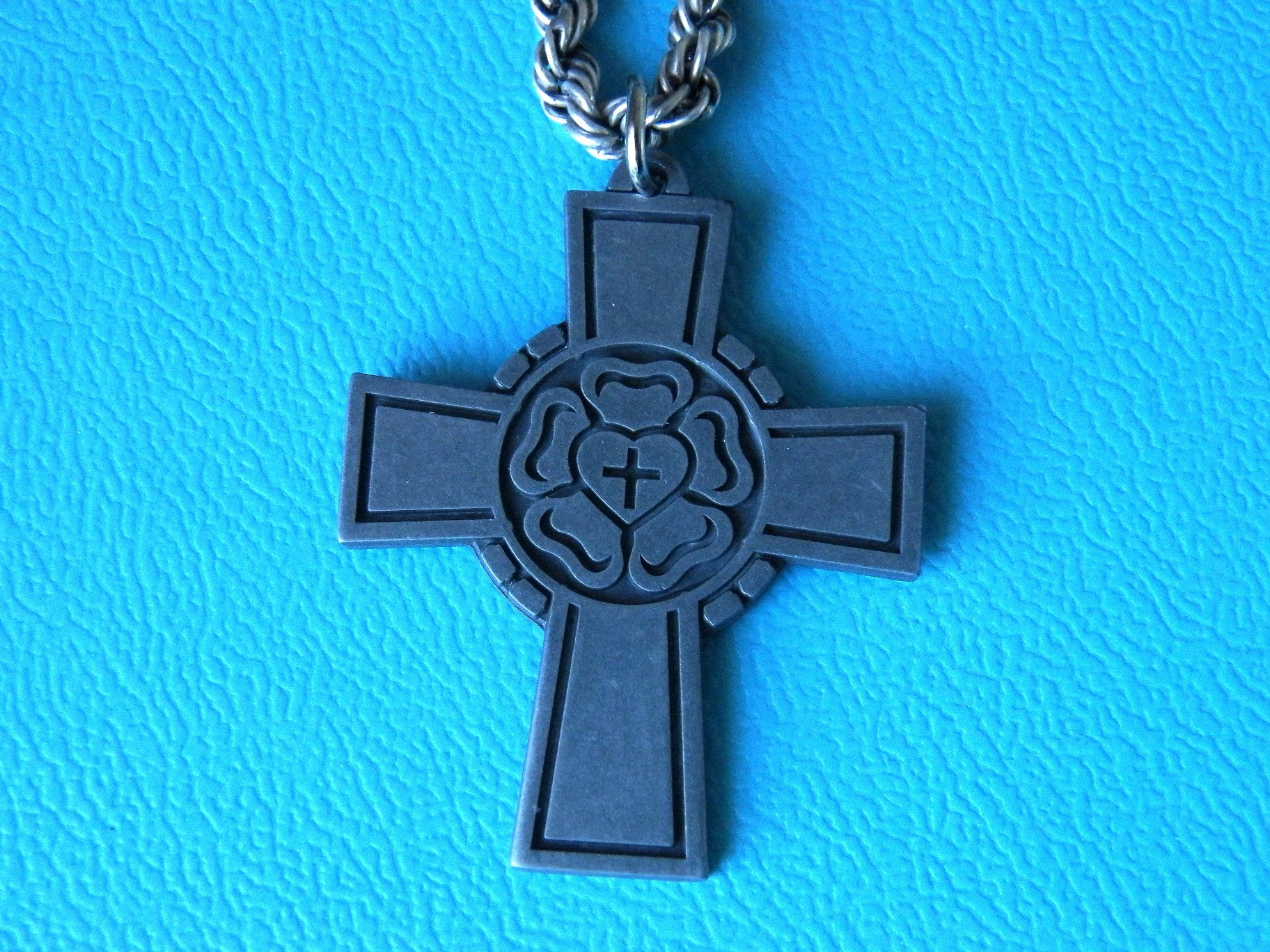
Brustkreuz (Pektorale) mit Lutherrose

Lutherische Kirchen sind in den meisten Fällen synodal und episkopal organisiert. Die Synoden sind die obersten Instanzen für die Gesetzgebung sowie Lehr- und Personalentscheidungen und werden jeweils durch einen Synodalpräsidenten / eine Synodalpräsidentin oder einen / eine Präses geleitet. In den lutherischen Landeskirchen in Deutschland oder Österreich wird die geistliche Aufsicht von einem Bischof oder einer Bischöfin ausgeübt, der bzw. die auch über das Ordinationsrecht verfügt. Die Selbständige Evangelisch-Lutherische Kirche wird ebenfalls von einem Bischof geleitet, der das Recht zur Ordination und die Lehraufsicht ausübt. Er ist für die gesamte Bundesrepublik Deutschland zuständig. Die Leitungsfunktion in der Evangelisch-Lutherischen Freikirche (ELFK) wird von einem Präses ausgeübt. Die Dänische Kirche in Südschleswig wird von einem Propst geleitet und ist (anders als die Dänische Volkskirche) synodal verfasst.

### Ökumene
Wie fast alle Mitgliedskirchen des Lutherischen Weltbundes (LWB) sind die lutherischen Landeskirchen auch am Ökumenischen Rat der Kirchen beteiligt. Aufgrund der Leuenberger Konkordie von 1973 gehören die meisten der im LWB vertretenen lutherischen Kirchen in Europa, darunter auch alle deutschen Landeskirchen, zur Gemeinschaft Evangelischer Kirchen in Europa und haben volle Kirchen- und Abendmahlsgemeinschaft mit den reformierten, unierten und methodistischen Kirchen in Europa. Zahlreiche Mitglieder der lutherischen Konfessionsfamilie arbeiten in der evangelikal ausgerichteten Evangelischen Allianz mit.
In Deutschland arbeiten sowohl die lutherischen Landeskirchen als auch die Selbständige Evangelisch-Lutherische Kirche in der Arbeitsgemeinschaft Christlicher Kirchen auch mit katholischen und orthodoxen Kirchen zusammen.

### Rechtlicher Status
In Deutschland und in einigen skandinavischen Ländern haben lutherische Kirchen, in landeskirchlicher oder staatsunabhängiger Organisationsform, öffentlich-rechtlichen Status. Die enge Bindung von Kirche und Staat ergibt sich aus dem landesherrlichen Kirchenregiment, das zu einer Verbindung von „Thron und Altar“ führte. Daher haben die lutherischen Landeskirchen in Deutschland ebenso wie die unierten und reformierten Landeskirchen eine engere Bindung zum Staat (u. a. deutlich im Kirchensteuersystem), die seit dem 20. Jahrhundert im Einzelnen durch Staatskirchenverträge geregelt ist.
Die lutherischen Kirchen altkonfessioneller Prägung in Deutschland haben öffentlich-rechtlichen Status, verzichten aber auf den Einzug von Kirchensteuern. Ihre Kirchenmitglieder zahlen freiwillig ein Kirchgeld direkt an die Gemeinde. Diese leitet einen bestimmten Betrag an die Allgemeine Kirchenkasse weiter. Ebenso erfolgt ein Kirchenaustritt nicht beim Amtsgericht oder Standesamt, sondern direkt beim Pfarramt in schriftlicher Form.
Die ebenfalls lutherische Dänische Kirche in Südschleswig, die die dänische Volksgruppe im Norden Schleswig-Holsteins kirchlich betreut, hat als Freikirche die Rechtsform eines eingetragenen Vereins.
In anderen Ländern, zum Beispiel Österreich, der Schweiz und den USA, sind die lutherischen Kirchen aufgrund der strikteren Trennung von Kirche und Staat eine von diversen Kirchen.

## Situation in einzelnen Ländern

### Deutschland
Gemeinsame Kirche und zugleich Dachverband der lutherischen Landeskirchen in Deutschland ist die Vereinigte Evangelisch-Lutherische Kirche Deutschlands (VELKD). Die Gliedkirchen der VELKD sind Gliedkirchen der Evangelischen Kirche in Deutschland (EKD), zu der auch die reformierten und die unierten Kirchen gehören. Eine gleichzeitige Mitgliedschaft in EKD und VELKD ist allerdings nicht zwingend. Im Norden Schleswig-Holsteins (in Südschleswig) bestehen zudem dänischsprachige lutherische Gemeinden unter dem Dach der Dänischen Kirche in Südschleswig (Dansk Kirke i Sydslesvig). Die elf deutschen Mitgliedskirchen im Lutherischen Weltbund, darunter die nicht zur EKD gehörende Evangelisch-Lutherische Kirche in Baden, sind darüber hinaus im Deutschen Nationalkomitee des Lutherischen Weltbundes zusammengeschlossen.
Die meisten lutherischen Kirchen altkonfessioneller Prägung in Deutschland sind heute in der Selbständigen Evangelisch-Lutherischen Kirche (SELK) zusammengeschlossen; daneben gibt es noch die Evangelisch-Lutherische Kirche in Baden und die Evangelisch-Lutherische Freikirche. Obwohl es zwischen diesen Kirchen in vielen Fragen hinsichtlich Lehre, Verständnis der Tradition und Organisation Übereinstimmungen und in den weiteren Überzeugungen große Gemeinsamkeiten gibt, haben nicht alle konfessionell lutherischen Kirchen volle Kirchen- und Abendmahlsgemeinschaft festgestellt. Eine solche Kirchen- und Abendmahlsgemeinschaft besteht eingeschränkt zwischen der Selbständigen Evangelisch-Lutherischen Kirche und der Evangelisch-Lutherischen Kirche in Baden. Die Evangelisch-Lutherische Freikirche kündigte die Kirchengemeinschaft mit der SELK 1989 auf. Zwischen den anderen lutherischen Freikirchen bestand auch in der Vergangenheit keine Kirchen- und Abendmahlsgemeinschaft.

#### Differierende theologische Standpunkte zwischen VELKD und SELK
Das Heilige AbendmahlBeide lutherischen Kirchen sehen das Abendmahl als Sakrament. Jedoch gibt es Unterschiede. Bei den Gliedkirchen der VELKD sind sowohl Wein als auch Traubensaft als Element zugelassen. Die SELK lehnt Traubensaft im Abendmahl als Element aus theologischen Erwägungen ab. Die VELKD hat volle Kirchen- und Abendmahlsgemeinschaft mit konfessionsverschiedenen Kirchen aufgrund der Leuenberger Konkordie oder bilateraler Vereinbarungen. Die SELK lehnt jeglichen Unionismus ab und fragt, wie zwei unterschiedliche Auffassungen vom Abendmahl dennoch zu Kirchen- und Abendmahlsgemeinschaft führen können (Beispiel Reformierte und Lutheraner).
Das Amt der KircheBeide lutherischen Kirchen haben Amtsträger. Sowohl in der VELKD als auch in der SELK gibt es Diskussionen um das geistliche Amt. Die Bischofskonferenz der VELKD hat mehrere Stellungnahmen herausgegeben, in denen sie festhält, dass das geistliche Amt aus dem Priestertum aller Getauften abzuleiten sei. Die SELK hingegen leitet das geistliche Amt nicht aus dem Priestertum aller Getauften ab, sondern aus bzw. unter dem Apostolat. Folglich dürfen in der SELK nur Ordinierte öffentlich predigen und die Sakramente verwalten. In der VELKD ist dies Vikaren und Predigern gestattet. Die VELKD ordiniert Frauen zum Pfarramt, die SELK nicht.
RechtfertigungslehreDurch die gemeinsame Erklärung zur Rechtfertigungslehre zwischen dem Lutherischen Weltbund und der römisch-katholischen Kirche am 31. Oktober 1999 in Augsburg haben sich auch hier die Positionen verschoben. Waren sich SELK und VELKD bisher in dieser Frage einig, ist diese Lehreinheit in Frage gestellt.
SchriftlehreSo gibt es zwischen VELKD und SELK auch große Unterschiede in der Schriftlehre und der Hermeneutik.
BekenntnisbindungUnterschiede zwischen beiden lutherischen Kirchenkörpern gibt es in der Bindung zwischen der Heiligen Schrift und den Lutherischen Bekenntnisschriften (siehe oben zu quia bzw. quaterna).

### Österreich
Die lutherische Kirche Österreichs nennt sich Evangelische Kirche Augsburgischen Bekenntnisses (A. B.) in Österreich. Das grenzt sie von der Evangelischen Kirche Helvetischen Bekenntnisses in Österreich (reformierte Kirche, auf Grundlage der Confessio Helvetica Posterior) ab; beide Kirchen sind verbunden zur Evangelischen Kirche Augsburgischen und Helvetischen Bekenntnisses in Österreich, mit einer gemeinsamen Generalsynode. Den Lutheranern – wie auch den Reformierten – ist seit dem Toleranzpatent von 1781 freie Religionsausübung gestattet, und seit dem Protestantenpatent 1861 sind sie eine anerkannte Religion (so die heutige rechtliche Formulierung; heute herrscht in Österreich vollständige Religionsfreiheit). Religionsunterricht halten Lutheraner, Reformierte und Methodisten gemeinsam ab.
Zentrale Organe der lutherischen Kirche sind die Synode als theologische, der Oberkirchenrat als organisatorische und der Bischof (für sechs Jahre gewählt) als geistliche Leitung. Gegliedert ist die Kirchengemeinschaft in sieben Diözesen, die Superintendenturen. Insgesamt gibt es etwa 200 evangelisch-lutherische Gemeinden (Pfarren) in Österreich.

### Schweiz
In der Schweiz gehören die meisten evangelischen Christen reformierten Kirchen an. 1707 entstand eine lutherische Gemeinde in Genf, im 19. Jahrhundert weitere in einigen größeren Städten. Sie sind seit 1967 im Bund Evangelisch-Lutherischer Kirchen in der Schweiz und im Fürstentum Liechtenstein (BELK) zusammengeschlossen.

### Niederlande
Die im Jahr 1818 gegründete Evangelisch-Lutherische Kirche im Königreich der Niederlande hat sich 2004 mit zwei reformierten Kirchen zur Protestantischen Kirche in den Niederlanden zusammengeschlossen.

### Lettland
Nachdem Lettland im Jahr 1918 unabhängig geworden war, wurde 1922 die Evangelisch-Lutherische Kirche Lettlands gegründet, der damals die Mehrheit der Einwohner angehörte. Schon nach der Okkupation Lettlands 1940 und noch einmal nach der erneuten Eroberung durch die Rote Armee 1944 flohen viele Letten, darunter auch ein Teil der lutherischen Geistlichen, ins Ausland. Der zweite Erzbischof der Kirche, Teodors Grīnbergs, der ins Exil nach Deutschland gegangen war, baute von dort aus die Evangelisch-Lutherische Kirche Lettlands im Exil (so der Name bis 1991) auf. Diese Kirche hatte anfangs etwa 120.000 Mitglieder und hatte für die Bewältigung der Exilserfahrung eine sehr große Bedeutung. In der weltweiten christlichen Gemeinschaft wurde sie als Repräsentanz der lettischen Lutheraner angesehen, da die Kirche in Lettland selbst unter sowjetischer Besatzung lange Zeit keine Möglichkeit zur Beteiligung am internationalen kirchlichen Leben hatte. So gehörte die Evangelisch-Lutherische Kirche Lettlands im Exil 1947 zu den Gründern des Lutherischen Weltbundes.
Grīnbergs leitete die Kirche bis zu seinem Tod 1962 als Erzbischof. Sie hatte ihren Sitz an seinem Wohnort in Esslingen am Neckar. Nach seinem Tod wurde der Sitz in die USA verlegt, von dort nach Kanada, unter Erzbischof Elmārs Ernsts Rozītis dann wieder nach Esslingen. Seit der Einführung von Lauma Zušēvica als Erzbischöfin ist er in Milwaukee, Wisconsin.
Als nach der Wiederherstellung der Unabhängigkeit Lettlands 1990 viele Letten aus dem Exil nach Lettland zurückkehrten, nahm die Evangelisch-Lutherische Kirche Lettlands im Exil 1991 den neuen Namen Latvijas Evanģēliski Luteriskā Baznīca ārpus Latvijas (LELBāL) („Lettische Evangelisch-Lutherische Kirche außerhalb Lettlands“) an. Infolge des Falls des Eisernen Vorhangs hob sich auch die innerkonfessionelle Schranke und es kam zu einer Annäherung zwischen der LELBāL und der Evangelisch-Lutherischen Kirche Lettlands (ELKL). 1998 wurde eine formelle Zusammenarbeit vereinbart, 2003 eine gemeinsame Agende veröffentlicht. Doch dann gründete die Evangelisch-Lutherische Kirche Lettlands entgegen den Absprachen auch im Ausland eigene Gemeinden, die LELBāL im Gegenzug auch Gemeinden in Lettland. Der Konflikt verschärfte sich, nachdem die ELKL 2016 die Möglichkeit der Ordination von Frauen abgeschafft hatte und die lutherische Kreuzkirchengemeinde in Liepāja, die diese Entscheidung nicht akzeptieren wollte, zur LELBāL übertrat. Seitdem liegt die Zusammenarbeit auf Eis.
Um auszudrücken, dass ihr nicht länger ausschließlich Gemeinden „außerhalb Lettlands“ angehören, änderte die LELBāL im Jahr 2020 ihren Namen in Latvijas Evaņģēliski Luteriskā Baznīca pasaulē, „Lettische Evangelisch-Lutherische Kirche weltweit“.
Lettische Evangelisch-Lutherische Kirche weltweit

### Rumänien
In Rumänien bestehen zwei lutherische Kirchen:
- die deutschsprachige Evangelische Kirche A. B. in Rumänien als Kirche der Siebenbürger Sachsen,
- die ungarischsprachige Evangelisch-Lutherische Kirche in Rumänien, zu der auch slowakischsprachige und eine rumänischsprachige Gemeinde gehören.